# Тетраплатинатригафний
Тетраплатинатригафний — бинарное неорганическое соединение, интерметаллид
платины и гафния
с формулой Hf3Pt4,
кристаллы.

## Получение
- Сплавление стехиометрических количеств чистых веществ:

{\displaystyle {\mathsf {4Pt+3Hf\ {\xrightarrow {1690^{o}C}}\ Hf_{3}Pt_{4}}}}

## Физические свойства
Тетраплатинатригафний образует кристаллы тригональной сингонии, пространственная группа R 3, параметры ячейки a = 1,2455 нм, c = 0,55410 нм, Z = 6,
структура типа тетрапалладийтриплутония Pu3Pd4
.
При температуре выше 1690 °C в соединении происходит фазовый переход
в структуру кубической сингонии с возможным изменением состава до
Hf41Pt59 или Hf9Pt11.
Соединение образуется по перитектической реакции при температуре 2100 °C.